# Grube Georg
Die Grube Georg war ein Eisenerzbergwerk in der Gemeinde Willroth, Landkreis Altenkirchen (Westerwald), Rheinland-Pfalz. Das Fördergerüst erhebt sich als Industriedenkmal weithin sichtbar über die Bundesautobahn A3.

## Geologie

### Gangmittel
Die Gänge der Grube waren zusammen 170 m lang und teilweise zwischen 40 und 50 m mächtig. Sie waren ausgefüllt mit bis zu 18 m mächtigem Spateisenstein und geringen Mengen an Kupfer-, Blei- und Zinkerzen, in den oberen Teufen auch Brauneisenstein. Es teilt sich auf in drei einzelne Mittel:
- Das „Westliche Mittel“ war 17 m lang und im Schnitt 5 m mächtig.
- Das „Hufeisenmittel“ war 45 m lang und zwischen 6 und 20 m mächtig.
- Das „Östliche Mittel“ war 60 m lang und zwischen 4 und 20 m mächtig. Es verlief von West nach Ost, ihm schloss sich ein Trum von 30 m Länge und 2 bis 3 m Mächtigkeit an.[1]

## Geschichte

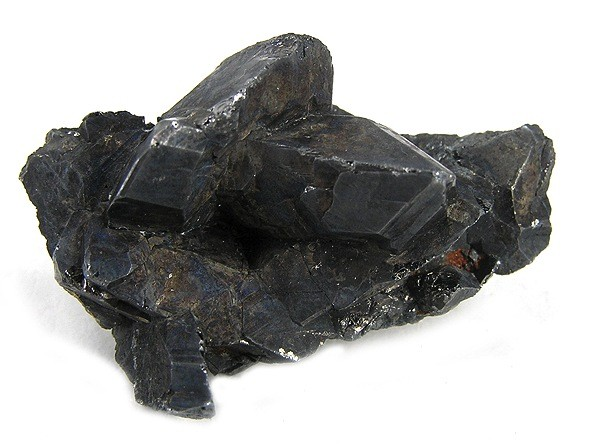
Bournonit aus der Grube

### Anfänge
Die Geschichte des Willrother Bergbaus ist seit dem 14. Jahrhundert belegt. 1338 wurde das Bergwerk erstmals erwähnt. Bis 1771 wurde es durch Eigenlöhner betrieben. Zwischen 1803 und 1815 stand die Grube unter der Herrschaft Nassau-Weilburgs. Erst danach kehrte ein regelmäßigerer Betrieb ein, da der Betrieb nun zu Preußen gehörte. Im Jahr 1811 wurde ein Erbstollen, der „Tiefe Sankt Georgsstollen“, angelegt und ab 1815 Tiefbau mittels einer Haspel betrieben. Der Stollen erreichte nach elf Jahren Bauzeit eine Länge von 533 m bei einer Teufe von 73 m.

### Technisierung des Bergbaus seit dem 19. Jahrhundert

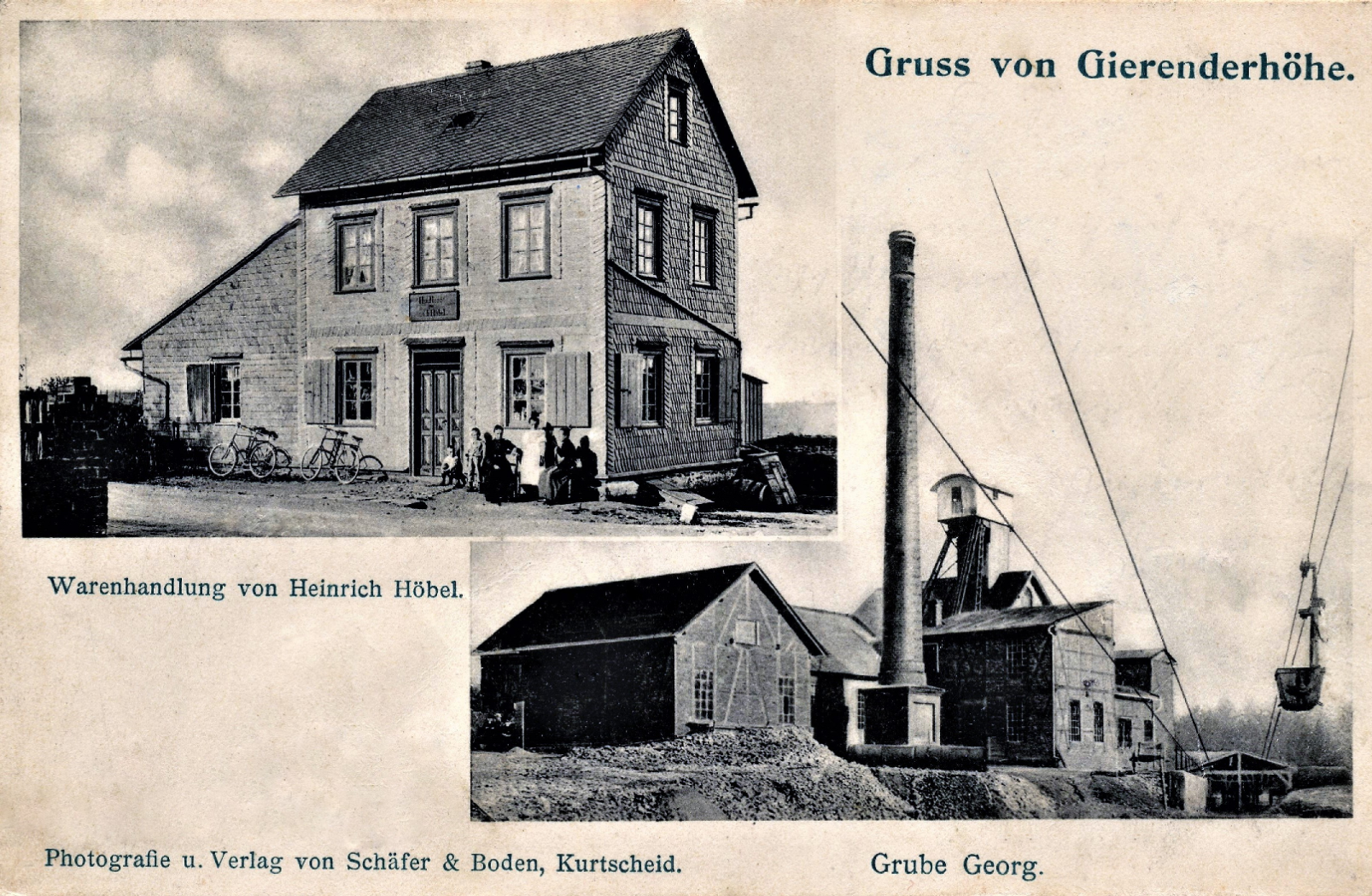
Postkarte der Grube etwa um 1905

Mit dem Kauf der Horhausener Eisenerzgruben durch Alfred Krupp im Jahr 1865 begann eine beschleunigte Technisierung des Bergbaus. Zwei Jahre später ließ Krupp einen Maschinenschacht abteufen. Dieser erhielt anfangs eine 20-PS-Dampfmaschine zur Förderung und war 1885 bereits 155 m tief. Die gesamte Teufe des Schachtes betrug später 968 m.
In den Jahren 1898/99 wurde eine Drahtseilbahn zur Grube Louise gebaut, von der ein Weitertransport der Erze per Schmalspurbahn zum Bahnhof Seifen erfolgte. Diese Drahtseilbahn wurde bis zur Stilllegung der Grube 1930 genutzt. 1892 wurde die Grube Grimscheid, ebenfalls in der Gemeinde Willroth gelegen, übernommen. Sie war seit 1803 in Betrieb und wurde 1925 stillgelegt. Danach wurde der Abbau über die Grube Georg bewältigt. 1926 erwarb die „Sieg-Lahn-Bergbaugesellschaft mbH“ die Grube und modernisierte die Anlage zwei Jahre später. Sie bekam neue elektrische Förder- und Aufbereitungsanlagen und eine neue Waschkaue. Im Zuge der Weltwirtschaftskrise wurde die Förderung auf Georg zwischen 1930 und 1933 eingestellt.

### Neubeginn nach dem Zweiten Weltkrieg
Gegen Ende des Zweiten Weltkriegs wurde die Förderung kurzzeitig unterbrochen. Im Herbst 1946 nahm man die Förderung mit 535 Belegschaftsmitgliedern wieder auf, gefördert vom Marshallplan und aus Mitteln der Montanunion. 1952 teufte man einen zweiten Schacht ab. Dieser wurde 913 m tief und erhielt ein 56 m hohes Fördergerüst, welches heute noch steht und weithin sichtbar ist. Ab 1953 gehörte der Grubenbesitz Georg zur Erzbergbau Siegerland AG. 1964 zählte die Belegschaft 370 Beschäftigte und förderte 740 Tagestonnen Erz aus bis zu 850 m Tiefe. Am 31. März 1965 wurde die letzte Schicht gefahren und die Grube offiziell am 21. Mai 1965 geschlossen. Sie war zusammen mit der Grube Füsseberg die letzte Grube im Siegerland. Mit ihrer Schließung ging eine 3000-jährige Tradition des Erzabbaues in der Region des Siegerländer Erzreviers zu Ende.

### Industriedenkmal

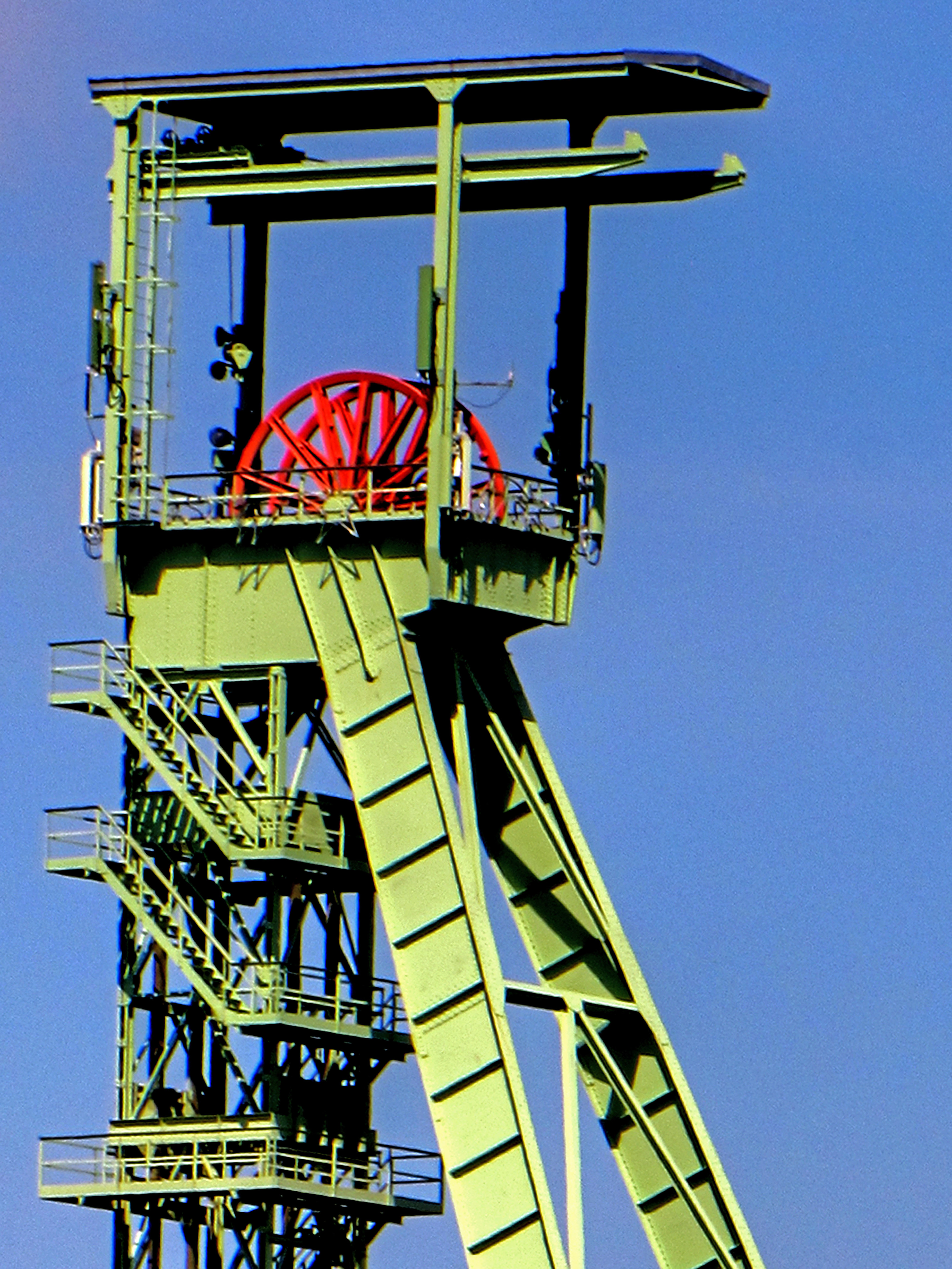
Weithin sichtbar ist das Wahrzeichen, das Fördergerüst

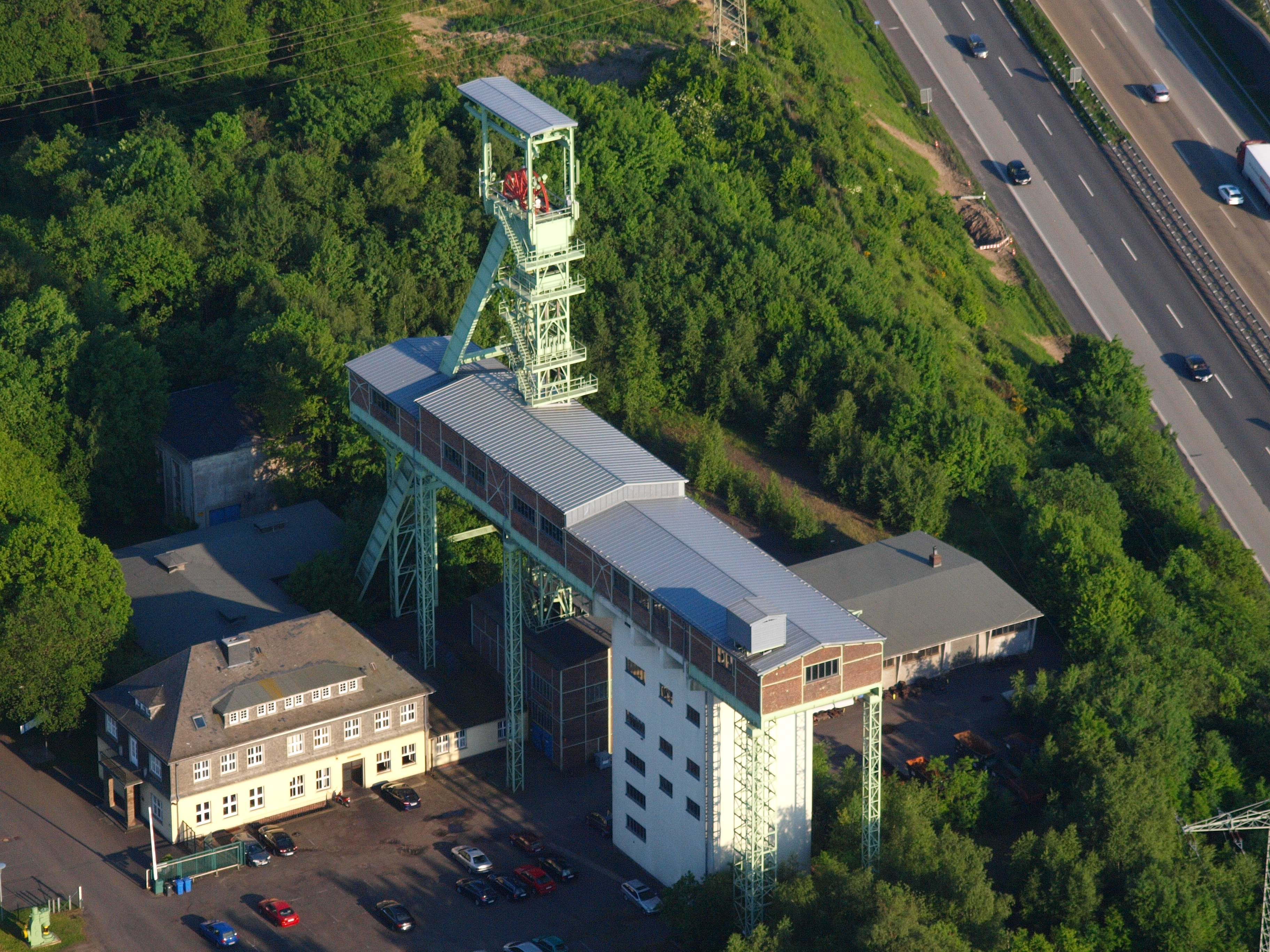
Grube Georg 2012

Das relativ junge, aber rostende Fördergerüst wurde 1988 als Industriedenkmal eingetragen und zwischen 1994 und 1996 mit Landesfördermitteln restauriert. Die 70 m lange Hängebank befindet sich in 25 m Höhe. Seit 2001 kann das Fördergerüst monatlich oder nach Absprache besichtigt und bestiegen werden. Ansprechpartner sind die Bürgerinitiative Willroth oder das Fremdenverkehrsbüro der Verbandsgemeinde Flammersfeld.